# Ciudad Tiuna
Ciudad Tiuna es el nombre que recibe un sector de 146 hectáreas o 1,46 kilómetros cuadrados del complejo militar de Fuerte Tiuna en las parroquia Coche y El Valle del Municipio Libertador al suroeste del Distrito Metropolitano de Caracas y al centro norte del país sudamericano de Venezuela.
Consiste en un urbanismo construido en terreros cedidos por la Fuerza Armada de Venezuela desde 2011 y proyectado para tener más de 20 mil viviendas con diversas instalaciones deportivas, culturales, militares entre las que destacan 2 escuelas, 2 liceos, un centro de salud, 4 simoncitos, 31 casas maternales, 200 locales entre otras.
Ha recibido vecinos de barrios y sectores populares como La Vega, La Silsa, Casalta, San Agustín del Sur y Las Mayas, de los que perdieron sus viviendas por las fuertes precipitaciones del año 2010 y de funcionarios públicos como miembros de la Guardia Nacional.

## Historia
Fue concebida en el marco del proyecto de interés social conocido como "Misión Vivienda" en el marco de un acuerdo de cooperación con empresas nacionales, de China (116 edificios por China International Trust and Investment Corporation Group), de Rusia y Bielorrusia (58 edificios). Los recursos vinieron en parte del fondo China Venezuela. El 21 de enero de 2011 se decidió realizar la primera inspección de los terrenos para el proyecto, y sus obras comenzaron oficialmente en junio del mismo año. Se han realizado diversas inauguraciones a través de los años como las realizadas para albergar damnificados entre 2010 y 2012.
Para septiembre de 2015 tenía 6.469 viviendas.